# Just Jack
Джек Оллсопп (род. 12 мая 1975), более известный как Just Jack (рус. Просто Джек) — британский музыкант, известный своими песнями «Writer’s Block», «Starz in Their Eyes» и «The Day I Died».

## Биография
Рождённый в Камдене Оллсопп вырос, слушая танцевальную музыку, включая брейк-данс, хип-хоп, электро и хаус. Занявшись брейк-дансом в восемь лет, он начал работать за диджейским пультом. В возрасте 15 лет, и скоро оказался погруженным в культуру диджеев и гэриджа.
После завершения обучения в Кингстонском университете по специальности дизайнер мебели он поступил на курсы музыкального продакшена, чтобы лучше понять свой потенциал. Он продолжал практиковаться в совершенствовании своего звука ночью и продолжал работать днем.

## Карьера
Дебютный альбом Оллсоппа — The Outer Marker, был выпущен в 2002 году независимым лейблом RGR Records. На нём были собраны песен о современной жизни, отношениях, и давлениях социальных ситуаций. Альбом сопровождался тремя синглами: «Paradise (Lost & Found)», «Snowflakes» и «Triple Tone Eyes».
Джек оставался неизвестным вплоть до 2007 года, когда он дебютировал на BBC 2 в Later… with Jools Holland, и позже в шоу The Friday Night Project на Channel 4, где исполнил песню «Starz In Their Eyes», которая стала No.2 в UK Singles Chart; следующие три сингла не достигли призовой тройки. «Starz In Their Eyes» также использовалась на летнем модном шоу Dolce & Gabbana в 2008 году. Kylie Minogue спела с Джеком дуэтом в песне «I Talk Too Much», для американского издания его альбома Overtones.
Третий альбом, названный All Night Cinema, вышел 31 августа 2009 года. Ему предшествовал первый сингл — «Embers», который впервые прозвучал на BBC Radio 1 12 января 2009 года и второй сингл — «The Day I Died». Оба сингла достигли первой позиции в топ 20.

## Дискография

### Студийные альбомы
| Год                                                                         | Альбом | Позиции в чартах | Позиции в чартах | Позиции в чартах | Позиции в чартах | Позиции в чартах | Позиции в чартах | Позиции в чартах | Сертификация      |
| Год                                                                         | Альбом | UK               | BE (Vl)          | FRA              | IRE              | NL               | SWI              | D/E              | Сертификация      |
| --------------------------------------------------------------------------- | --- | ---------------- | ---------------- | ---------------- | ---------------- | ---------------- | ---------------- | ---------------- | ----------------- |
| 2002                                                                        | The Outer Marker - Дата выхода: 30 сентября 2002 года - Лейбл: RGR - Форматы: LP, CD, цифровая дистрибуция | —                | —                | —                | —                | —                | —                | —                |                   |
| 2007                                                                        | Overtones - Дата выхода: 29 января 2007 года - Лейбл: Mercury - Форматы: CD, цифровая дистрибуция          | 6                | 74               | 25               | 11               | 74               | 69               | 20               | BPI: Золотой диск |
| 2009                                                                        | All Night Cinema - Дата выхода: 28 июля 2009 года - Лейбл: Mercury - Форматы: CD, цифровая дистрибуция     | 22               | —                | 99               | —                | —                | —                | —                |                   |
| «—» означает, что альбом не попал в чарт или не выпускался в данной стране. | |                  |                  |                  |                  |                  |                  |                  |                   |

### Синглы
| Год                                                                        | Композиция                | Позиции в чартах | Позиции в чартах | Позиции в чартах | Позиции в чартах | Позиции в чартах | Позиции в чартах | Позиции в чартах | Альбом           |
| Год                                                                        | Композиция                | UK               | BE (Vl)          | IRE              | IT               | NL               | SWI              | EH 100           | Альбом           |
| -------------------------------------------------------------------------- | ------------------------- | ---------------- | ---------------- | ---------------- | ---------------- | ---------------- | ---------------- | ---------------- | ---------------- |
| 2002                                                                       | «Paradise (Lost & Found)» | —                | —                | —                | —                | —                | —                | —                | The Outer Marker |
| 2003                                                                       | «Snowflakes»              | —                | —                | —                | —                | —                | —                | —                | The Outer Marker |
| 2003                                                                       | «Triple Tone Eyes»        | —                | —                | —                | —                | —                | —                | —                | The Outer Marker |
| 2007                                                                       | «Starz In Their Eyes»     | 2                | 29               | 2                | 10               | 57               | 26               | 9                | Overtones        |
| 2007                                                                       | «Glory Days»              | 32               | —                | —                | —                | —                | —                | 94               | Overtones        |
| 2007                                                                       | «Writer’s Block»          | 74               | —                | —                | —                | —                | —                | —                | Overtones        |
| 2007                                                                       | «No Time»                 | 76               | —                | —                | —                | —                | —                | —                | Overtones        |
| 2009                                                                       | «Embers»                  | 17               | —                | —                | —                | —                | —                | —                | All Night Cinema |
| 2009                                                                       | «Doctor Doctor»           | —                | —                | —                | —                | —                | —                | —                | All Night Cinema |
| 2009                                                                       | «The Day I Died»          | 11               | —                | —                | —                | —                | —                | 43               | All Night Cinema |
| «—» означает, что сингл не попал в чарт или не выпускался в данной стране. |                           |                  |                  |                  |                  |                  |                  |                  |                  |

### Видеоклипы
| Год  | Композиция                | Режиссёр(ы)                                     | Ссылка                                    |
| ---- | ------------------------- | ----------------------------------------------- | ----------------------------------------- |
| 2003 | «Paradise (Lost & Found)» | Майкл Болдуин (англ. Michael Baldwin)           | «Paradise (Lost & Found)» на Yahoo! Music |
| 2003 | «Snowflakes»              | Кэсуелл Коггинс (англ. Caswell Coggins)         | «Snowflakes» на YouTube                   |
| 2003 | «Triple Tone Eyes»        |                                                 | «Triple Tone Eyes» на Yahoo! Music        |
| 2006 | «Writer’s Block»          | Кристиан Бевилакуа (англ. Christian Bevilacqua) | «Writer's Block» на YouTube               |
| 2006 | «Starz In Their Eyes»     | Кристиан Бевилакуа (англ. Christian Bevilacqua) | «Starz In Their Eyes» на YouTube          |
| 2006 | «Glory Days»              | Джон Ричи (англ. Jon Riche)                     | «Glory Days» на YouTube                   |
| 2009 | «No Time»                 | Джастин Дикель (англ. Justin Dickel)            | «No Time» на YouTube                      |
| 2009 | «Embers»                  | Крис Бойл (англ. Chris Boyle)                   | Официальное промо «Embers»                |
| 2009 | «Doctor Doctor»           | Ник Фрю (англ. Nick Frew)                       | Официальное промо «Doctor Doctor»         |
| 2009 | «The Day I Died»          | Бен и Джо Демпси (англ. Ben and Joe Dempsey)    | Официальное промо «The Day I Died»        |